# Paul Siefert
Paul Siefert, variants: Syfert, Sivert, Sibert (Danzing, 23 de maig de 1586 – 6 de maig de 1666) fou un organista i compositor alemany associat amb l'Escola Alemanya del Nord. Fou deixeble de Sweelinck a Amsterdam i va pertànyer, primerament, com a organista, a la capella del rei Segimon III de Polònia i després fou organista de l'església de Santa Maria de la seva ciutat natal, entrant en conflicte amb el mestre de capella d'aquesta, Gaspar Förster. Sacchi, prengué partit, com se sap, per Förster, i escriví el fulletó Cribrum musicum contra Siefert, contestant aquest amb el Anticribatio musica ad avenam Scacchianam (1645). Entre els seus alumnes s'hi compta Christoph Bernhard.
Es conserven, a més, d'aquest autor, dues col·leccions de salms de 4 a 8 veus (1640-1651).